# Cottus pollux
Cottus pollux és una espècie de peix pertanyent a la família dels còtids.

## Descripció
- Fa 15 cm de llargària màxima.[1][2]

## Hàbitat
És un peix d'aigua dolça, demersal i de clima temperat (40°N-31°N).

## Distribució geogràfica
Es troba a Àsia: els rierols de muntanya de Honshu, Shikoku i Kyushu (el Japó).

## Longevitat
La seua esperança de vida és de 4 anys.

## Costums
És bentònic.

## Observacions
És inofensiu per als humans.